# Kamma Rahbek

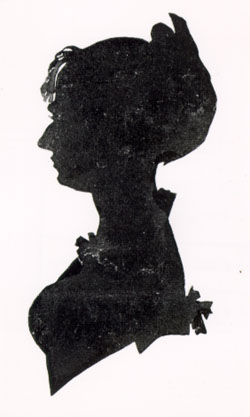
Kamma Rahbek.

Karen Margrete (Kamma) Rahbek född Heger den 19 oktober 1775, död den 21 januari 1829, var en dansk kulturpersonlighet, syster till Jens Stephan Heger, gift med Knud Lyne Rahbek.
Kamma Rahbek var en kvinna, vars ömma och varma hjärta, livliga lynne och höga bildning utövade dragningskraft på alla och gjorde henne till medelpunkt i den talrika krets av unga och gamla (däribland flera av Danmarks yppersta män), som brukade samlas i "Bakkehuset" på Frederiksberg, där hennes man bodde sedan 1787 och där han även avled. Vid Bakkehuset restes senare en sten till minne av "K. L. Rahbek og hans elskelige hustru".